# Coryphellina marcusorum
Coryphellina marcusorum is een slakkensoort uit de familie van de Flabellinidae. De wetenschappelijke naam van de soort werd voor het eerst geldig gepubliceerd in 1990 door Gosliner en Kuzirian als Flabellina marcusorum.